# Nhà xuất bản Usborne
Được thành lập bởi Peter Usborne năm  1973, Usborne hiện là Nhà xuất bản sách thiếu nhi lớn nhất và thành công nhất tại Anh. 
Tính đến nay, Nhà xuất bản danh tiếng này đã cho ra đời hơn 2000 đầu sách thuộc nhiều thể loại khác nhau dành cho trẻ em ở mọi nhóm tuổi.
Các đầu sách Usborne được tạo ra không chỉ bởi sự tham gia của các nhà văn, biên tập viên hay nhà thiết kế Anh quốc mà còn được đóng góp từ các họa sĩ, tác giả chọn lọc từ nhiều quốc gia khác nhau. Điều đó cho thấy tầm vóc toàn cầu, sự khác biệt và nguyên nhân sự ưa chuộng rộng rãi mà Usborne có được.
Trải qua nhiều thế hệ, các độc giả trở nên quen thuộc với nhiều series sách được Usborne ấn hành như: That's not my..., Stickers Dolly Dressing, hay Farmyard Tales... Đồng thời, người ta cũng đã thống kê được hiện nay, các đầu sách của Nhà xuất bản Usborne đã được mua bản quyền và phát hành trên toàn thế giới với 55 ngôn ngữ khác nhau.

## Các giải thưởng Nhà xuất bản Usborne giành được
1.    Nhà Xuất Bản của Năm 2014
2.    Nhà Xuất Bản Độc Lập của năm 2014
3.    Nhà Xuất Bản của Năm 2012
4.    Bộ sách Touchy – Feely That's Not My Penguin được đề cử ở Hạng mục Sách thiếu nhi của năm 2008 tại British Book Awards

## Thông tin sách Usborne tại Việt Nam
Usborne là một nhà xuất bản uy tín và danh tiếng toàn cầu.Trong những năm gần đây, khi mà sự phát triển của Internet đi kèm với nhu cầu tìm hiểu và mua các đầu sách nước ngoài cho con của các ông bố, bà mẹ Việt bắt đầu tăng lên, tên tuổi của Nhà xuất bản này cũng được biết đến rộng rãi hơn tại Việt Nam. Một số bộ sách như Bách Khoa Tri Thức hay Phát triển tư duy... được phát hành tại Việt Nam đã đón nhận được phản ứng tích cực từ các bạn nhỏ và bậc phụ huynh.